# Rohrau
Rohrau är en ort och kommun i Österrike. Den ligger i distriktet Bruck an der Leitha i förbundslandet Niederösterreich, 40 km öster om huvudstaden Wien. 
Kommunen består av fyra orter (Ortschaften) (inom parentes invånarantal 1 januari 2024):
- Gerhaus (258)
- Hollern (224)
- Pachfurth (694)
- Rohrau (494)

Kompositörerna Joseph Haydn och Michael Haydn samt sångaren Johann Evangelist Haydn föddes i Rohrau.